# Яшкино (Оренбургская область)
Я́шкино — село в Красногвардейском районе Оренбургской области. Административный центр Яшкинского сельсовета.

## География
Село находится на берегу реки Малый Уран, при впадении в неё реки Яшка, на расстоянии 19 км к югу села Плешаново, административного центра района.

### Часовой пояс
Село Яшкино, как и вся Оренбургская область, находится в часовой зоне МСК+2. Смещение применяемого времени относительно UTC составляет +5:00.

## История
Казённое село Гаврило-Архангельское образовано в 1840-е годы крестьянами-переселенцами из центральных губерний Российской империи. До 1850 года входило в 4-й стан Бузулукского уезда Оренбургской губернии, а затем, вплоть до 1928 года, находилось в составе Вознесенской волости Бузулукского уезда Самарской губернии. В 1928—1966 годах — административный центр Люксембургского, а затем — Красногвардейского районов.

## Население
| 1959 | 2010 |
| ---- | ---- |
| 1525 | ↘724 |